# 애덤 세지윅

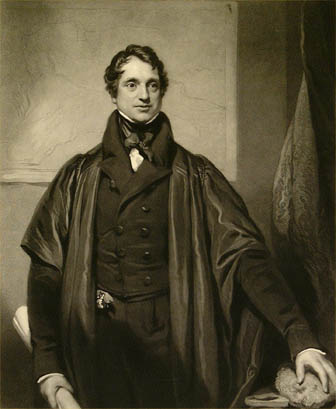
애덤 세지윅 교수

애덤 세지윅(Adam Sedgwick, 1785년 3월 22일 - 1873년 1월 27일)는 영국의 지질학자로 현대 지질학의 창시자의 한 사람이다. 지질 연대의 데본기의 명칭을 제안하고, 후에 웨일스의 암석지층 조사에서 캄브리아기의 연대를 제안했다.

## 생애
요크셔의 덴트에서 목사의 셋째 아들로 태어났다. 그는 세드버러 학교에서 공부를 하고, 캠브리지 대학 트리니티 칼리지에서 배웠다. 영국과 유럽의 지질학을 연구했다. 로데릭 머치슨과 함께 석탄기와 데본기보다 오래된 지층을 연구하고 캄브리아기의 지층을 분류하는 방법을 확립했다. 1821년 왕립학회 회원으로 선출되었다.
세지윅은 오늘날 관점에서, 종교적 원리주의자 또는 복음주의, 과학적 연구와 자신의 신앙적인 입장을 구분하고 있었다. 지질학적으로도 천재지변설(돌발설)의 입장을 취하고 하나님의 창조 활동을 믿는 입장을 취했다. 로버트 챔버가 1844년 '창조자연사의 흔적'(Vestiges of the Natural History of Creation)을 익명으로 출판했을 때, 에딘버러 리뷰 지상과 찰스 라이엘에게 보낸 서한에서 격렬하게 책을 공격했다.
찰스 다윈은 세지윅에게서 지질학을 배운 학생 중 한 사람이고, 다윈의 비글호의 항해 동안 편지 왕래를 계속했다. 세지윅은 진화론의 아이디어를 인정하는 것은 아니지만, 의견 차이에도 불구하고, 2명은 세지윅이 생을 마칠 때까지 우호적인 관계를 유지했다.
1851년 월라스톤 메달, 1863년 코프리 메달을 수상했다.

## 같이 보기
- 지구과학자